# Gustave Strauven
Gustave Strauven (Schaarbeek, 23 juni 1878 - Haute-Savoie (Frankrijk), 19 maart 1919) was een Belgisch architect. 

## Biografie
Gustave Strauven werd geboren als zoon van een uit Limburg afkomstige tuinman Arnold Strauven en Catherine Backaert. Van 1896 tot 1898 was hij in de leer in Brussel bij Victor Horta en hielp hij mee tekenen voor het Hotel van Eetvelde en het Volkshuis. In 1898 was hij gedurende een jaar in Zürich tekenaar in een architectenbureau. Hij keerde terug naar Brussel, waar hij een prominent architect werd in de art-nouveau-beweging.
Hij hield zich ook bezig met technologisch onderzoek naar bouwmaterialen en bouwtechniek, en verkreeg zelfs enkele octrooien op dat gebied.
Gustave Strauven overleed op 40-jarige leeftijd aan verwondingen als gevolg van de Eerste Wereldoorlog.

## Bewaarde werken
Verschillende gebouwen van Strauven zijn bewaard gebleven in Brussel en Schaarbeek. De meest bekende zijn het Huis Saint-Cyr, aan de Ambiorix-square in Brussel, en het Huis Van Dijck.
- 1899 Huis van Mvr Spaak, Sint-Quintensstraat, 30-32, Brussel, Wijk van de Squares
- 1899-1901 Huis Van Dijck Clovislaan 85, Brussel, Wijk van de Squares
- 1901 Woonhuis, Campenhoutstraat 51, Brussel, Wijk van de Squares
- 1902 Woon- en handelshuis, Paul de Jaerstraat, Sint-Gillis
- 1902 Woonhuis, Vorststeaat 52, Elsene
- 1902 Woonhuis, Lutherstraat 28, Brussel, Wijk van de Squares
- 1903 Huis Saint-Cyr
- 1904 Maison Beyens, Troonsafstandsstraat 4, Brussel, Wijk van de Squares
- 1906 Twee flatgebouwen op de Louis Bertrandlaan 55-61 en 63-67, Schaarbeek
- 1906 Woonhuis op de Louis Bertrandlaan 43, Schaarbeek
- 1907 Herenhuis op de Trooststraat 67, Schaarbeek
- Woonhuis, Waversesteenweg, Etterbeek
- Woonhuis, avenue des Volontaires, 2, Doornik
- Woonhuis, avenue Van Cutsem, 29, Doornik
- Woonhuis, Aalstersesteenweg 38, Ninove
- Woonhuis, Aalstersesteenweg 40, Ninove

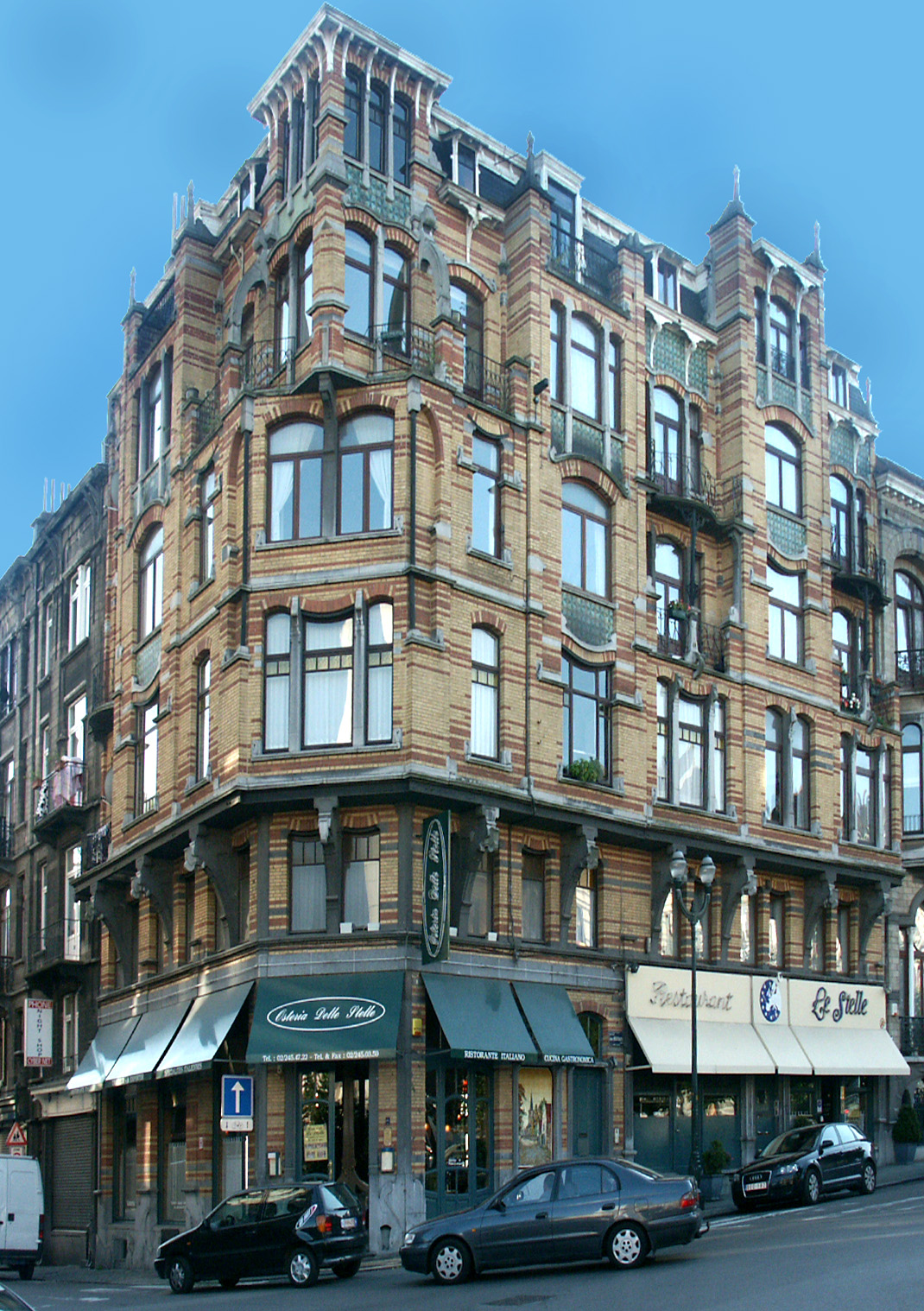
Een van de zeldzame voorbeelden van een art-nouveau-flatgebouw.
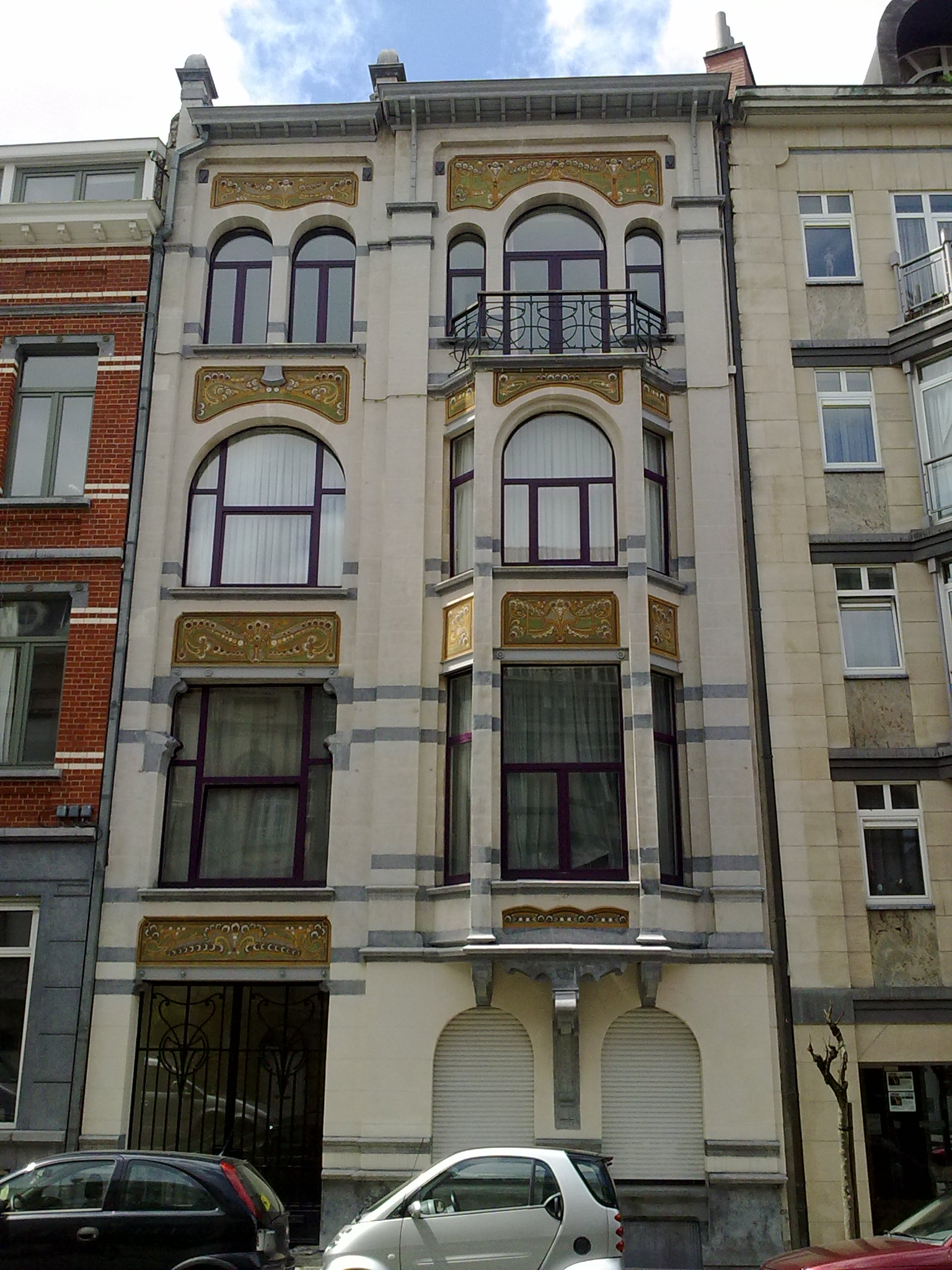
Burgerhuis aan de Washingtonstraat 127 te Elsene.
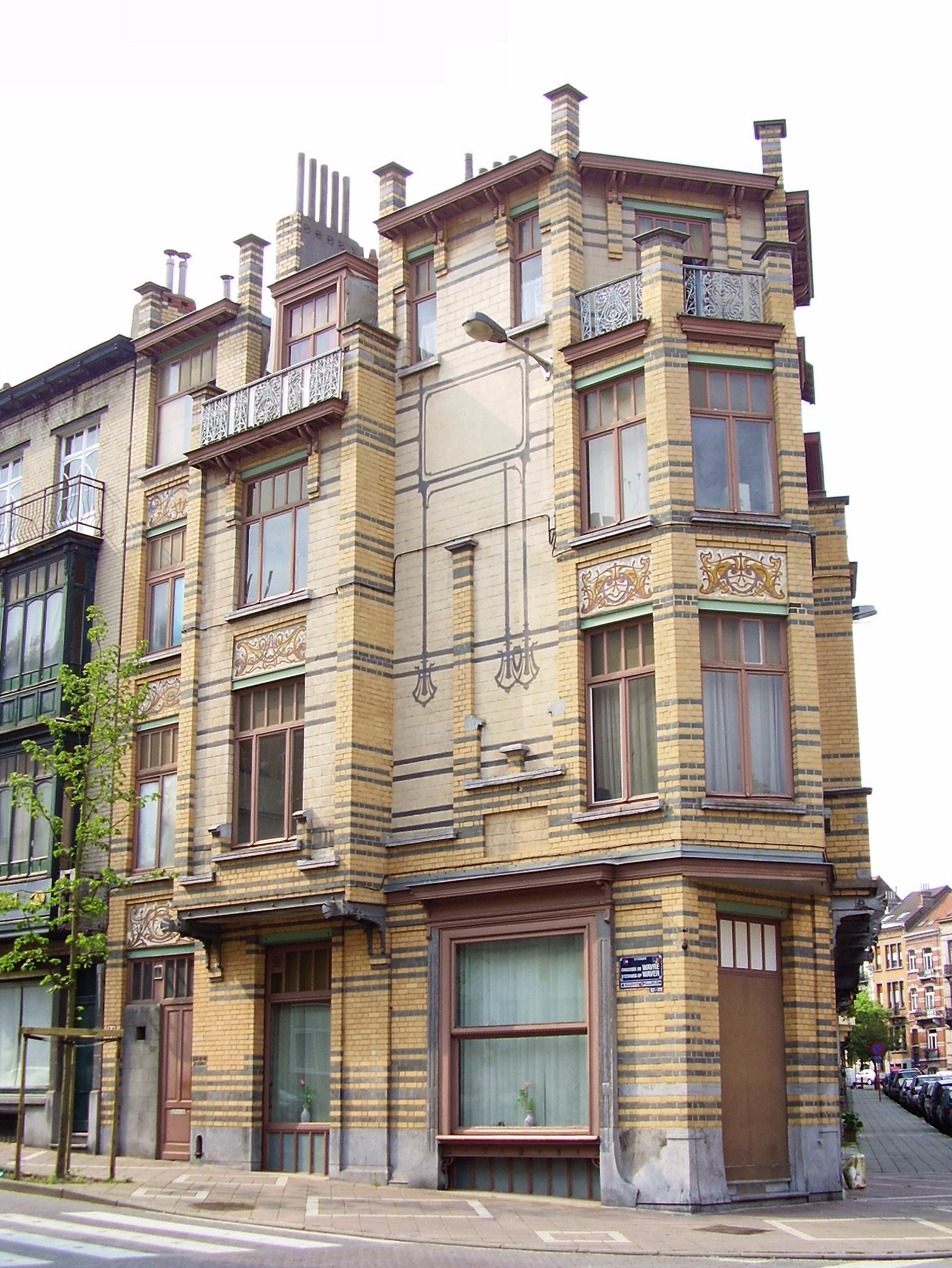
Woning aan de Waversesteenweg te Etterbeek
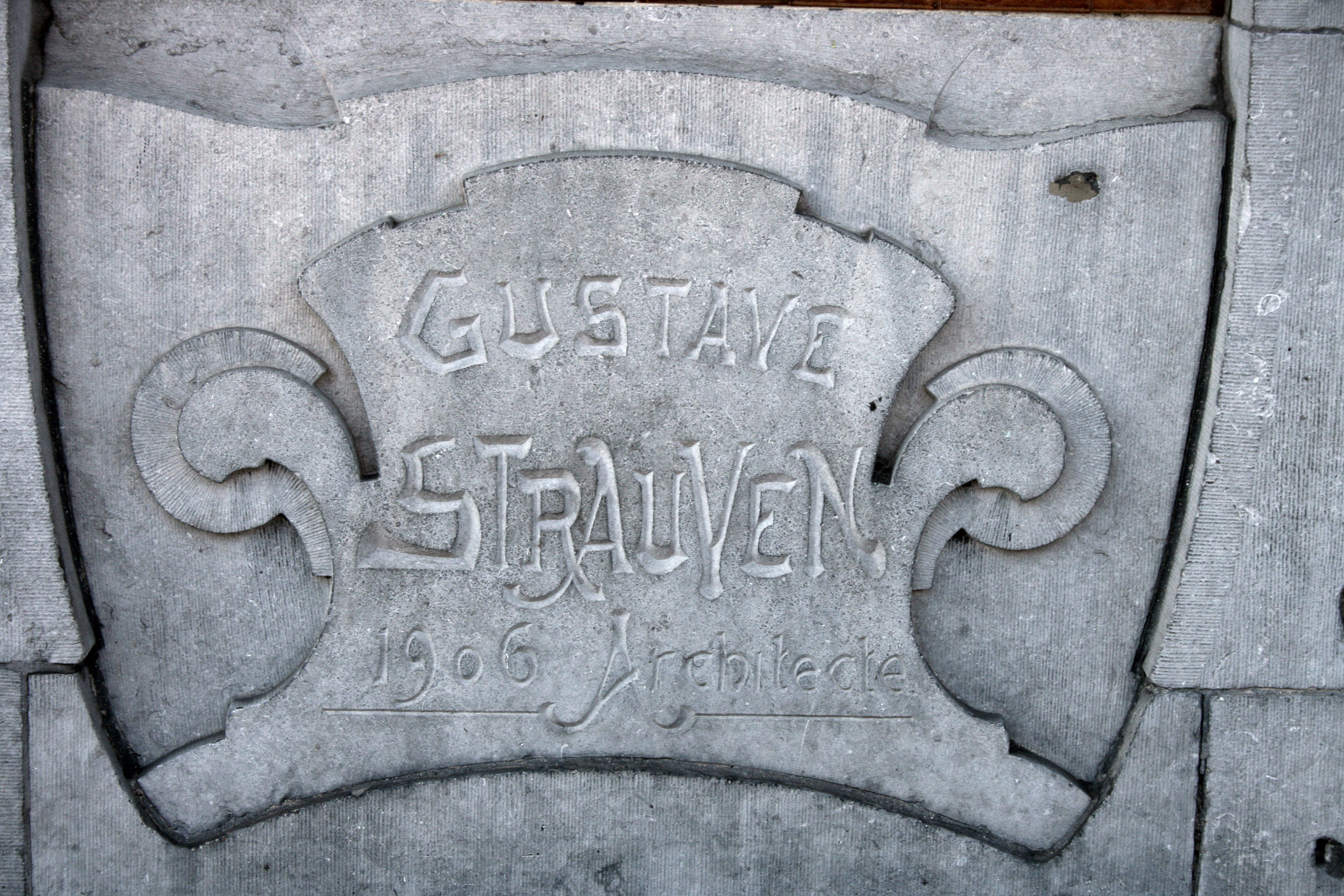
Inscriptie in de gevel van de woning te Schaerbeek, Louis Bertrandlaan 53-61
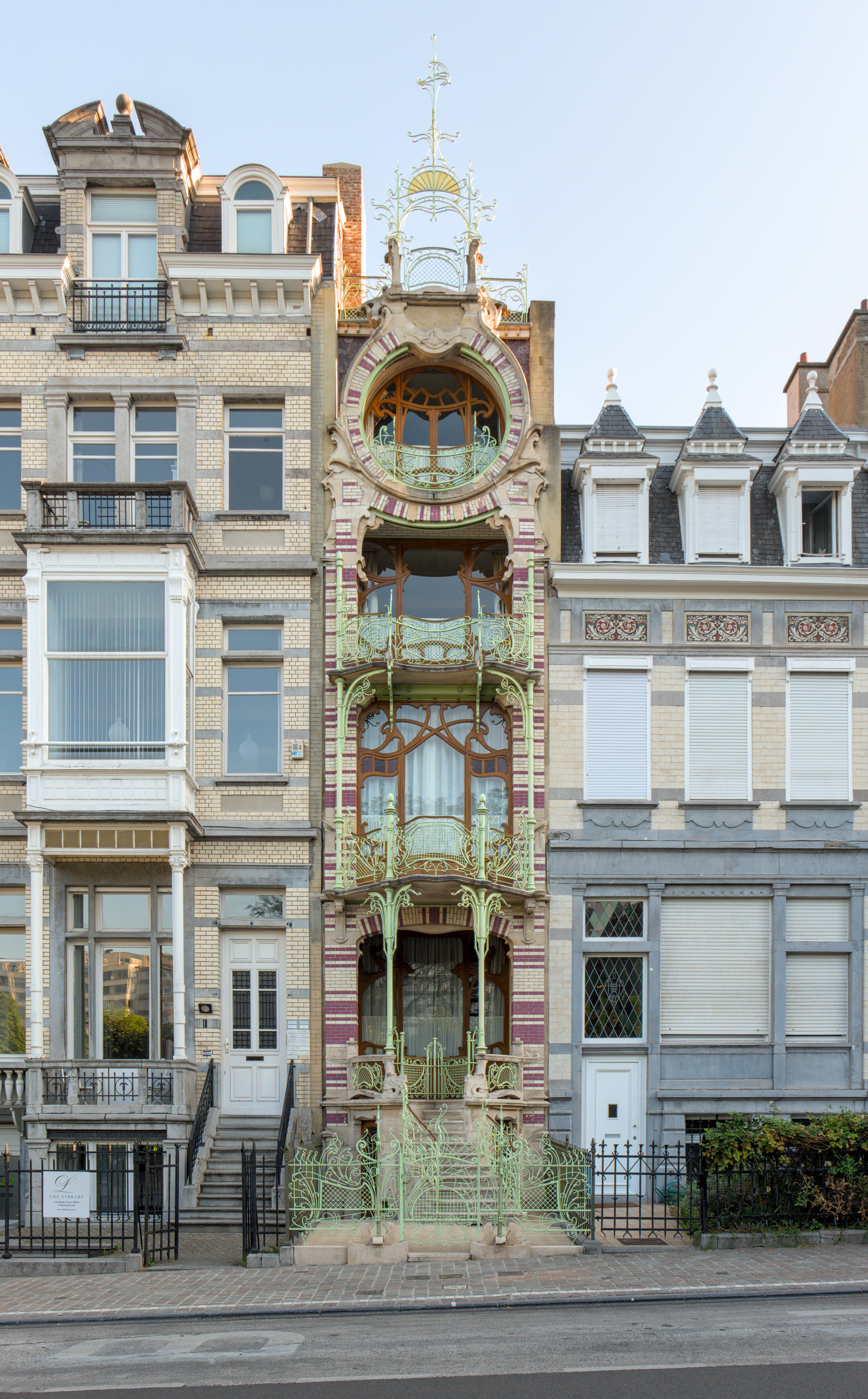
Maison Saint-Cyr